# مجارستان شمالی
مجارستان شمالی یک منطقه آماری مجارستان به مرکزیت شهر میشکولتس است و ۱۳٬۴۲۸ کیلومترمربع مساحت و ۱٬۲۰۹٬۱۴۲ نفر جمعیت دارد.